# Carabus insulicola
Carabus insulicola es una especie de insecto adéfago del género Carabus, familia Carabidae. Fue descrita científicamente por Chaudoir en 1869.
Habita en Japón. Algunas de las especies pueden ser de color verde o marrón.